# Atletica leggera ai I Giochi giovanili dell'Asia dell'est
Le competizioni di atletica leggera ai I Giochi giovanili dell'Asia dell'est si sono svolte dal 21 al 22 agosto 2023 ad Ulan Bator, in Mongolia.

## Podi

### Ragazzi
| Evento               | Oro                | 'Prest.  | Argento              | Prest.   | Bronzo                   | Prest.   |
| 100 metri            | Wu Haolin          | 10.60    | He Jinxian           | 10.69    | Chan Yat-lok             | 10.75    |
| 200 metri            | Ailixi Er Wumai Er | 21.29    | Wesley Leung         | 21.76    | Magnus Prostur Johansson | 21.95    |
| 400 metri            | Liu Kai            | 46.81    | Zeng Keli            | 47.59    | Hsiung Chen-yu           | 48.46    |
| 800 metri            | Mo Decai           | 1:57.30  | Zheng Liang          | 1:59.01  | Chiang Yi-an             | 2:00.18  |
| 1500 metri           | Ko Ochiai          | 4:08.00  | Mo Decai             | 4:21.75  | Zheng Liang              | 4:28.62  |
| 5 km corsa campestre | Daiki Sasaki       | 16:50.92 | Altansukh Sainjargal | 19:20.43 | Chingune Enkhtur         | 20:03.85 |
| Salto in lungo       | Zhang Shengming    |          | Chiu Ssu-chi         |          | Zhao Kun-xiang           |          |
| Salto triplo         | Zhao Kun-xiang     | 15.39 m  | Zhou Rongjia         | 15.35 m  | Zheng Wentao             | 15.18 m  |
| Getto del peso       | Wu Chenqi          |          | Park Si-hoon         |          | Tserenjamts Sukh-Adiya   |          |
| Lancio del disco     | Cheng Yao-kuan     | 53.62 m  | Choi Jae-no          | 52.60 m  | Wu Chenqi                | 51.59 m  |

### Ragazze
| Evento               | Oro               | 'Prest.  | Argento                  | Prest.   | Bronzo              | Prest.   |
| 100 metri            | Li Tsz-to         | 11.99    | Kotoha Nakano            | 12.09    | Xia Yuting          | 12.10    |
| 200 metri            | Li Tsz-to         | 24.75    | Li Jinzhu                | 25.00    | Nicole Yau Sin-ting | 25.15    |
| 400 metri            | Haruna Seta       | 55.70    | Zhang Caixia             | 55.91    | Zheng Yingchao      | 56.62    |
| 800 metri            | Sari Kamei        | 2:11.40  | Cui Shuangyan            | 2:12.18  | Chen Jie-an         | 2:19.63  |
| 1500 metri           | Li Yuan           | 4:55.56  | Shin Ye-jin              | 4:58.56  | Selenge Bold        | 5:40.25  |
| 3000 metri           | Shin Ye-jin       | 10:59.77 | Delgertsetseg Gantsetseg | 12:17.21 | Non assegnato       |          |
| 3 km corsa campestre | Momoko Yamada     | 11:10.05 | Munkhjin Murun           | 12:33.83 | Uranjargal Khilchin | 16:14.84 |
| Salto in lungo       | Wu Binbin         | 6.44 m   | Wu Jialing               | 5.98 m   | Jia Wai-yin         | 5.82 m   |
| Salto triplo         | Wu Jialing        | 12.60 m  | Sylvia Chow              | 11.87 m  | Lim Sa-rang         | 11.44 m  |
| Lancio del peso      | Ding Zhuhui       |          | Tian Xinyi               |          | Non assegnato       |          |
| Lancio del disco     | Chiang Ching-yuan | 48.50 m  | Lee Hye-min              | 47.08 m  | Xu Yeming           | 46.71 m  |